# クラン・フレーザー
クラン・フレーザー (SS Clan Fraser) はイギリス、クラン・ライン社の貨物船。第二次世界大戦中に撃沈された。キャメロン級の1隻。

## 船歴
1938年12月20日進水。1939年竣工。
第二次世界大戦が始まると、クラン・フレーザーは地中海で連合国軍の作戦を支援するために用いられた。クラン・フレーザーは、マルタ及びアレクサンドリアへ補給物資を送る1940年11月のカラー作戦に参加した3隻の商船の内の1隻である。妨害に出撃してきたイタリア艦隊との間でスパルティヴェント岬沖海戦が発生し、その後クラン・フレーザーと姉妹船クラン・フォーブズはマルタへの航海を続けた。
1941年4月6日、ドイツ軍がギリシャへの侵攻を開始した。この日、クラン・フレーザーが停泊していたギリシャ・ピレウス軍港はドイツ空軍による空襲を受け、クラン・フレーザーにはハヨ・ヘルマンの操縦するJu 88爆撃機が投下した250kg爆弾が命中した。この時クラン・フレーザーは250トンのTNT火薬を積んでおり、爆弾の命中で大爆発を起こし、港の中で沈没した。これにより6人が死亡し、9人が負傷した。また、この爆発により周辺の船舶や港にも大きな被害が生じた。